# John Scheid
John Scheid (Lussemburgo, 31 maggio 1946) è uno storico lussemburghese naturalizzato francese specialista in storia di Roma antica e storia delle religioni.

## Biografia
Nato in una famiglia del ceto medio, John Scheid conseguì il titolo di bachelier nel 1965 in Lussemburgo nell'ottica di una carriera nell'insegnamento.
Nel 1966 intraprese lo studio della Storia e della Lettere Classiche presso l'Università di Strasburgo, che poi continuò a Parigi, dove è stato allievo di Hans-Georg Pflaum.
A Parigi, nel 1972, conseguì il dottorato (Docteur de IIIe cycle) discutendo la tesi Les Frères arvales : recrutement et origine sociale sous les Julio-Claudiens sotto la guida di Robert Schilling.
Nel gennaio 1973, ottenne la naturalizzazione francese, in tempo per poter partecipare al concorso per l'École française de Rome. Dal 1974 al 1977 lavorò presso l'École française de Rome nell'agrégation de grammaire. Nel 1975 inizia attività di scavo nel quartiere della Magliana, che portò avanti sino al 1988 (scavi che furono ripresi nel 1997-98).
Nel 1977 divenne assistente di Storia Antica presso l'Università di Lille III, ove rimase fino al 1983.
Dal 1983, Scheid fu Directeur d'études presso l'École pratique des hautes études, sezione Scienze religiose, con tema di ricerca le "religioni romane".
Nel 1987 sostenne e passò gli esami di abilitazione a Strasburgo (Docteur d'État) con la tesi Romulus et ses frères. Le culte des frères arvales, modèle du culte public dans la Rome des empereurs.
Dal 2001 è docente di "Religione, istituzioni e società di Roma antica" presso il Collège de France.
Parallelamente prosegue le sue attività archeologiche, essendo codirettore degli scavi di Djebel Oust in Tunisia, coordinatore dello scavo sperimentale di una necropoli a Classe, frazione di Ravenna, e coordinatore del progetto Fana Templa Delubra. Corpus des lieux de culte dans l'Italie antique.
Dal 1991, Scheid è un membro corrispondente dell'Istituto archeologico germanico.
Inoltre è membro di diversi comitati di redazione (è codirettore della Revue d'histoire des religions e membro dei consigli di redazione delle riviste Archives des sciences sociales des religions, Archiv für Religionsgeschichte (Teubner, Stuttgart-Leipzig), Potsdamer Althistorische Beiträge, Historia, Millennium e Mythos) ed è stato Vice Presidente dell'Associazione internazionale d'epigrafia greca e latina.
Scheid si occupa principalmente della religione e della storia sociale romana. In particolare, ha pubblicato diverse opere prosopografiche sul Collegio dei Fratelli Arvali.
Secondo lo storico Jean-Louis Voisin, John Scheid «ha rivoluzionato [...] lo studio e l'approccio alla religione romana insistendo sulla realizzazione precisa dei suoi riti e sul suo carattere civico».

## Opere principali
- Les frères arvales. Recrutement et origine sociale sous les Julio-Claudiens, Presses Universitaires de France, Parigi, 1975.
- Romulus et ses frères. Le collège des frères arvales, modèle du culte public dans la Rome des empereurs, Bibliothèque des Écoles Françaises d'Athènes et de Rome, vol. 275, Roma, 1990, 806 pagg., ISBN 978-2226121349.
- Le collège des frères arvales. Étude prosopographique du recrutement (69–304), Bretschneider, Roma, 1990, ISBN 88-7062-679-2.
- Religion et piété dans la Rome antique, Éditions Albin Michel, Parigi, 2001, 192 pagg., ISBN 978-2226121349.
- La religion des Romains, Éditions Armand Colin, Parigi, 2002, 176 pagg., ISBN 978-2200263775.
- Chaire de religion, institutions et société de la Rome antique, Collège de France, coll. « Leçon inaugurale », Parigi, 2001, ISBN 978-2722600713.
- Quand faire, c'est croire. Les rites sacrificiels des Romains, Editions Aubier, coll. « Historique », Parigi, 2005, 348 pagg., ISBN 978-2700704150.
- Pouvoir et religion à Rome, Pluriel, Parigi, 2011, 256 pagg., ISBN 978-2818501849.
- À Rome sur les pas de Plutarque, Vuibert, Parigi, 2012, 176 pagg., ISBN 978-2311001068.
- Les Dieux, l'État et l'individu. Réflexions sur la religion civique à Rome, Le Seuil, Parigi, 2013, 224 pagg., ISBN 978-2021089097.
- Grenzen und Probleme in der Auswertung von Priesterfasten, in: Werner Eck (a cura di), Prosopographie und Sozialgeschichte. Studien zur Methodik und Erkenntnismöglichkeit der kaiserzeitlichen Prosopographie, Colonia, 1993, pagg. 103-118.
- Plutarco: Römische Fragen. Ein virtueller Spaziergang im Herzen des alten Rom (curato, tradotto, commentato e interpretato da John Scheid), Wissenschaftliche Buchgesellschaft, Darmstadt, 2012, ISBN 978-3-534-21312-2.
- Les Dieux, l'État et l'individu. Réflexions sur la religion civique à Rome, Parigi, 2013.
- La religion romaine en perspective, Parigi, 2017.
- Tra epigrafia e religione romana. Scritti scelti, editi e inediti, tradotti e aggiornati, Roma, 2018.
- Ad Deam Diam. Ein heiliger Hain in Roms Suburbium (Spielräume der Antike, Zentrum für Altertumswissenschaften der Universität Heidelberg, vol. 5), Stuttgart, 2019.
- Rites et religion à Rome, Parigi, 2019.
- Infographie de la Rome antique (avec Nicolas Guillerat), Paris, Parigi, 2020
- Les romains et leurs religions. La piété au quotidien, Parigi, 2023.

### Opere scritte con altri coautori
- Jerzy Kolendo, Jean-Michel Carrié, Claude Nicolet, John Scheid, Aldo Schiavone, Yvon Thébert, Paul Veyne, Jean-Paul Morel, Andrea Giardina (dir.), L'Homme romain, Éditions du Seuil, coll. « L'univers historique », Parigi, 1992, 477 pagg., ISBN 978-2020123365
- Roger Hanoune, John Scheid, Nos ancêtres les Romains, Éditions Gallimard, coll. « Découvertes Gallimard / Histoire » (nº 259), Parigi, 1995, 176 pagg., ISBN 978-2070531592
  - in italiano – I Romani e l'eredità dell'impero, coll. «Universale Electa/Gallimard●Storia e civiltà» (nº 68), Electa/Gallimard, 1996, 192 pagg., ISBN 978-8844500849
- Lyne Bansat-Boudon (dir.), John Scheid (dir.), Le Disciple et ses maîtres, Éditions du Seuil, coll. « Genre humain », Parigi, 2002, 258 pagg., ISBN 978-2020541527
- John Scheid, Henri Broise, Le balneum des frères arvales, École française, Roma, 1987, ISBN 2-7283-0149-2.
- John Scheid, Jesper Svenbro, Le métier de Zeus : Mythe du tissage et du tissu dans le monde gréco-romain, Éditions Errance, Parigi, 2003, 135 pagg., ISBN 978-2877722414
- John Scheid, François Jacques, Rome et l'intégration de l'Empire (44 av. J.-C.–260 ap. J.-C.), vol. 1, Presses Universitaires de France, coll. « Nouvelle Clio », Parigi, 2010, 480 p., ISBN 978-2130582472.
- John Scheid, Paola Tassini, Jörg Rüpke, Recherches archéologiques à la Magliana. Commentarii fratrum arvalium qui supersunt. Les copies épigraphiques des protocoles annuels de la confrérie arvale (21 av.–304 ap. J.-C.), École française, Roma, 1998, ISBN 2-7283-0539-0.

### Articoli
- John Scheid, Politique et religion dans la Rome antique. Quelle place pour la liberté de culte dans une religion d'État ?, La Vie des idées, 28 giugno 2011.